# Steve Galliers
Steven Galliers, più conosciuto con il diminutivo Steve (Fulwood, 21 ottobre 1957) è un ex calciatore inglese, di ruolo centrocampista.

## Carriera
Nel 1977 si trasferisce al Wimbledon FC, club appena ammesso per la prima volta nella propria storia alla Football League; qui gioca per 2 stagioni in Fourth Division e, successivamente, per 2 stagioni in Third Division, intervallate da una stagione (la 1979-1980) ancora in Fourth Division; nell'estate del 1981 si trasferisce al Crystal Palace, con cui nella stagione 1981-1982 disputa 13 partite in seconda divisione. A fine stagione fa ritorno al Wimbledon, con cui nella stagione 1982-1983 vince la Fourth Division e nella stagione 1983-1984 conquista una promozione in seconda divisione, categoria nella quale gioca nelle stagioni 1984-1985 e 1985-1986: in quest'ultima stagione conquista una promozione in prima divisione con i Dons.
Nella stagione 1986-1987 all'età di 29 anni esordisce in prima divisione, giocandovi 14 partite; nel corso della stagione trascorre inoltre un periodo in prestito al Bristol City, con cui gioca 9 partite in terza divisione. Nella stagione 1987-1988 gioca invece una partita in prima divisione con il Wimbledon per poi passare al Bristol City, con cui negli anni seguenti totalizza invece 68 presenze e 6 reti in terza divisione, per poi chiudere la carriera dopo 2 brevi esperienze con Maidstone Utd (8 presenze in Fourth Division) e con i semiprofessionisti del Kingstonian.

## Palmarès

### Club

#### Competizioni nazionali
- Campionato inglese di quarta divisione: 1

Wimbledon: 1982-1983